# Lenny Lindell
Lenny Arne Martin Lindell, född 17 juni 1981 i Lidköping, är en svensk musiker och författare.
Lindell, som själv tillhör resandefolket, har gett ut Ordbok över svensk romani: Resandefolkets språk och sånger och lexikonet Scandoromani Remnants of a Mixed Language.  Han är upphovsman till flera lexikon över resandefolkets språk och har varit översättare för Språkrådet, Regeringskansliet och Kulturdepartementet.[källa behövs]
Lindell medverkar i regeringens vitbok om övergrepp och kränkningar av romer under 1900-talet. Han är också musiker och har medverkat med såväl sång som gitarrspel på flera CD-skivor i sin hemmastudio, däribland Viser på vandring i Norden, som blev årets kultur-CD 2008. Därtill komponerar han egna visor.

## Svensk romani (Scandoromani) i skrift
Svensk romani beskrivs, enligt Ordbok över svensk romani, som en kontinuerlig fortsättning av den romani som talats av resande i Sverige sedan 1500-talet. [källa behövs] Språket har hållits hemligt för utomstående och överlevt trots svåra omständigheter. Det är ett rikt och varierat språk[källa behövs] men utan officiella regler för stavning och grammatik.
- Ordbok över svensk romani[7] är den mest omfattande dokumentationen av resandefolkets språk på vetenskaplig grund. Ur innehållet: 1800 uppslagsord på romani med utförliga exempel, 1600 uppslagsord på svenska, en första grammatisk beskrivning av språket, avsnitt om resandefolkets vistradition samt flera visor. Bokens författare Lenny Lindell och Kenth Thorbjörnsson Djerf talar själva svensk romani. Gerd Carling är akademisk medarbetare i ordboken.
- Scandoromani: Remnants of a Mixed Language är den första, omfattande, internationella beskrivningen av svenska och norska resandefolkets språk på engelska, svenska, norska och romani. Lenny Lindell är modersmålstalare och myntade begreppet Scandoromani. [källa behövs][8]
- Romer 500 år i Sverige, språk, kultur, identitet. I Sverige talas många olika varianter av romani chib. Några har talats här länge, andra bara en kort tid. Boken fokuserar på de tre varianter som har talats längst i Sverige: skandoromani, kelderash och kale. Förutom språken behandlar boken talarnas kultur och identitet, såväl historiskt som i nutid. Boken är ett resultat av det nationella ansvar för ämnet romani chib som 2008–2012 låg vid Linköpings universitet. Delar av boken har använts som läromedel vid kurser i ämnet vid Linköpings universitet. [9][källa behövs][10][11]